# 極限集合
力学系における極限集合（きょくげんしゅうごう、英: Limit set ）は、軌道の集積点の集合である。時間正方向についてのω 極限集合と時間負方向についてのα 極限集合があり、これらを総称して極限集合という。位相力学系の基礎を築いたジョージ・デビット・バーコフによって定義・導入された。

## 定義
力学系理論の主要な興味の一つは、時間が正の無限大あるいは負の無限大における軌道の極限的な振る舞いにある。極限集合は、そのような振る舞いを扱うために用意する概念の一つである。
極限集合には、後述するように、時間正方向に対して定義する ω 極限集合と、時間負方向に対して定義する α 極限集合がある。これらω 極限集合とα 極限集合を、まとめて極限集合と呼ぶ。
極限集合はジョージ・デビット・バーコフによって定義・導入された。バーコフは、アンリ・ポアンカレの影響を受けて現代的な力学系理論の基礎を築いた人物の一人で、特に位相的概念を導入して位相力学系の基礎を築いた。極限集合は、そのような中で力学系へ導入された位相的概念の一つである。

### 連続系

連続力学系（流れ）における ω 極限点 y と ω 極限集合 ω(x_{0}) の例

微分方程式系で定義される連続力学系の場合、極限集合は次のように定義される。相空間を Rm とし、相空間上の点を x とすれば、
{\displaystyle {\dot {x}}=f(x)}
によってベクトル場が定義される。このベクトル場に対して、初期点 x0 を通り、時間 t ∈ R を x へ写す流れを φt (x0) と表す。このとき、ある相空間上の点 y ∈ Rm が φt (x0) の ω 極限点であるとは、n → ∞ で tn → ∞ となるような時刻の点列に対し、
{\displaystyle \lim _{n\to \infty }\phi _{t_{n}}(x_{0})=y}
を満たすことである。言い換えると、 tn → ∞ としたときに φtn (x0) が持つ相空間上の集積点が ω 極限点である。そして、x0 を通る流れ φt (x0) のω 極限点全てから成る集合を、ω 極限集合という。x0 に対する ω 極限集合を、記号では ω(x0) や ω lim(x0) と表す。
一方で、時刻の点列 tn が負の無限大に発散する場合も考えられる。n → ∞ で tn → −∞ となるような時刻の点列に対し、y が
{\displaystyle \lim _{n\to \infty }\phi _{t_{n}}(x_{0})=y}
を満たすとき、y を φt (x0) の α 極限点と呼ぶ。x0 を通る流れ φt (x0) のα 極限点全てから成る集合を、α 極限集合という。記号では、x0 に対する α 極限集合を α(x0) や α lim(x0) と表す。
極限集合を定義する上で、t ではなく、わざわざ点列 tn の極限を考える理由の一つは、t → ∞ の極限では極限集合が閉曲線となるような場合に有効に定義できない点にある。また、ポアンカレ写像を用いて力学系の構造を調べるときに必然的に時間は点列になるので、点列による定義が必要となる。

### 離散系
写像で定義される離散力学系における極限集合も、連続系と同じ様に定義される。この場合、tn は実数ではなく整数である。
離散力学系を定義する同相写像を g(x) とし、写像の k 回反復適用を gk (x) と表す（k ∈ Z）。0 < k1 < k2 < … という kn の時刻列に対して
{\displaystyle \lim _{n\to \infty }g^{k_{n}}(x_{0})=y}
となる y を x0 の ω 極限点という。同様に、0 > k1 > k2 > … という kn の時刻列に対して
{\displaystyle \lim _{n\to \infty }g^{k_{n}}(x_{0})=y}
となる y を x0 の α 極限点という。連続力学系と同じく、x0 の ω 極限点（α 極限点）の全ての集まりによって、x0 の  ω 極限集合（α 極限集合）が定義される。

## 性質
一般に、極限集合は閉じている。実際、流れ φt (x0) に対する極限集合は、次のように閉包の共通集合としても表せる。
{\displaystyle \omega (x_{0})=\bigcap _{0\leq \tau }{\overline {\bigcup _{\tau \leq t<\infty }\phi _{t}(x_{0})}}}
{\displaystyle \alpha (x_{0})=\bigcap _{\tau \leq 0}{\overline {\bigcup _{-\infty <t\leq \tau }\phi _{t}(x_{0})}}}
さらに、極限集合は流れ φ または写像 g に関して不変である。すなわち、g(ω(x0)) = ω(x0) が満たされる。あるいは、任意の t ∈ R について y ∈ ω(x0) であれば φt(y) ∈ ω(x0) が満たされる。もし相空間 X がコンパクトであれば、その上の流れまたは写像の極限集合は空ではない。
また、連続力学系の軌道 O(x0) が有界であれば、その極限集合はコンパクトかつ連結である。リアプノフ関数 V を、相空間の部分集合 G の閉包上で連続で、t について単調減少な実数値関数と定義する。このとき、G に含まれる正の半軌道 O+(x0) が存在すれば、ω(x0) 上で V は一定値となる。
ある点 x がその ω 極限集合自身に属するとき、すなわち x ∈ ω(x) であるとき、x を再帰点と呼ぶ。再帰点であることは、その点が強い再帰性を持つことを意味する。力学系における他の再帰性の概念、例えばポアンカレの再帰定理が保証する再帰性あるいは非遊走集合が意味する再帰性よりも、強い再帰性を保証する。連続力学系においても離散力学系においても、任意の点は ω 極限点であれば非遊走点である。

## 例

ファン・デル・ポール振動子によるリミットサイクルの例。

x0 が平衡点および不動点だとすれば、その極限集合 ω(x0) および α(x0) は x0 自身だけである。x0 が周期軌道上の点であれば、ω(x0) および α(x0) は、その周期軌道である。また、周期軌道 γ が x0 ∉ γ の ω(x0) あるいは α(x0) に含まれるとき、γ はリミットサイクルと呼ばれる。
3次元相空間の極限集合は極めて複雑になることもあるが、2次元相空間（相平面）の極限集合はそれと比較して簡単なものに限られる。f を相平面上（R2 または S2）の滑らかなベクトル場とし、ある x0 から始まる前方軌道が有界であるとする。また、f の平衡点は全て孤立点であるか、有限個であるとする。ポアンカレ・ベンディクソンの定理より、このときの ω(x0) は以下の3種類のいずれかである。
- ω(x0) は、平衡点
- ω(x0) は、周期軌道
- ω(x0) は、ホモクリニック軌道やヘテロクリニック軌道のような、平衡点とそれらを結ぶ軌道からなる集合